# Lưu Độ
Lưu Độ (giản thể: 刘度; phồn thể: 劉度; bính âm: Liu Du; ? – ?), không rõ tên tự, là quan viên nhà Đông Hán trong lịch sử Trung Quốc. Cuối thời Đông Hán, Lưu Độ cát cứ ở Linh Lăng, rồi quy hàng Lưu Bị.

## Thời Hoàn đế
Thời Hán Hoàn Đế, Lưu Độ giữ chức thứ sử Kinh Châu. Năm 160, người man ở quận Trường Sa sau nhiều năm tích tụ lực lượng tiến hành nổi dậy ở huyện Ích Dương. Người man ở Linh Lăng cũng hưởng ứng. Quân nổi dậy tập hợp lực lượng hơn 7, 8 nghìn người, tự xưng tướng quân, cướp phá thành trì, giết quan lại. Sau đó, lực lượng nổi dậy phát triển lên đến 20.000 người, tấn công các quận Quế Dương, Thương Ngô, Nam Hải, Giao Chỉ. Thái thú hai quận Giao Chỉ, Thương Ngô tháo chạy.
Hán Hoàn Đế phái ngự sử trung thừa Thịnh Tu (盛修) mộ quân đánh dẹp, nhưng sau đó hơn 600 người tòng quân ở huyện Ngải, quận Dự Chương vì không được thưởng đúng, bèn nổi dậy, đánh phá Ích Dương, giết huyện lệnh, hưởng ứng quân nổi dậy. Hoàn Đế phải sai yết giả Mã Mục (馬睦) đến Kinh Châu để đốc thúc thứ sử Lưu Độ mộ quân đánh dẹp. Quân Kinh Châu chưa kịp hành động thì người man ở quận Vũ Lăng nổi dậy hưởng ứng, tấn công huyện Giang Lăng thuộc quận Nam. Mã Mục đào tẩu, thứ sử Lưu Độ cùng thái thú quận Nam là Lý Túc trốn vào Kinh Nam.
Hán Hoàn Đế nghe tin Lưu Độ thua trận bỏ mạng, bèn lấy Độ Thượng giữ chức thứ sử Kinh Châu, lại lấy Phùng Cổn làm Xa kỵ tướng quân, tập hợp 10 vạn quân đi dẹp loạn. Hai tướng phải mất 3 năm mới hoàn toàn đàn áp được cuộc nổi dậy.

## Thời Hiến đế
Cuối thời Đông Hán, quốc gia bị các quân phiệt chia cắt. Năm 208, thừa dịp Kinh Châu mục Lưu Biểu chết bệnh, thừa tướng Tào Tháo xua quân chiếm lĩnh Kinh Châu. Vì bốn quận Kinh Nam tương đối xa, nên Tào Tháo cắt cử Lưu Độ làm thái thú quận Linh Lăng. Không rõ Lưu Độ đã đảm nhiệm chức thái thú của trước đó hay không. Sau đó, Tào Tháo bại trận ở Xích Bích, rút quân về phương bắc, Lưu Độ cát cứ ở Linh Lăng như một quân phiệt độc lập.
Năm 209, Tả tướng quân Lưu Bị lấy danh nghĩa Kinh Châu mục Lưu Kỳ bình định bốn quận Kinh Nam. Lưu Độ cùng thái thú ba quận khác là Kim Toàn, Hàn Huyền, Triệu Phạm đầu hàng Lưu Bị. Không còn ghi chép gì Lưu Độ sau đó. Năm 211, Lưu Bị vào Thục, lấy Hác Phổ giữ chức thái thú Linh Lăng.

## Trong văn hóa
Trong tiểu thuyết Tam quốc diễn nghĩa, Lưu Độ xuất hiện ở hồi 52, giữ chức thái thú Linh Lăng. Sau trận Xích Bích, Lưu Bị chiếm được Kinh Châu, nghe theo kế của quân sư Gia Cát Lượng, phái Trương Phi, Triệu Vân đánh chiếm Linh Lăng. Lưu Độ phái con trai là Lưu Hiền (劉賢) cùng thượng tướng Hình Đạo Vinh (邢道榮) dẫn 1 vạn quân ra đóng trại ngăn cản.
Hai quân giao chiến, Lưu Hiền thua trận, Hình Đạo Vinh bị Triệu Vân bắt giữ. Đạo Vinh ban đầu xin đầu hàng Lưu Bị, Gia Cát Lượng, để bản thân trở về làm nội ứng cho quân Lưu Bị cướp trại. Dù Lưu Bị không tin tưởng nhưng Gia Cát Lượng vẫn thả Đạo Vinh trở về. Hình Đạo Vinh trở lại, kể lại toàn bộ sự việc cho Lưu Hiền, đề xuất tương kế tựu kế, dẫn quân mai phục. Không ngờ Gia Cát Lượng đã tính trước điều này, cho quân tới phóng hỏa, dụ quân Linh Lăng đuổi theo.
Quân Linh Lăng đại bại. Hình Đạo Vinh bị Triệu Vân đâm chết. Lưu Hiền cùng đường đầu hàng. Hiền được thả về thành Linh Lăng, khuyên bảo Lưu Độ. Độ mở cửa thành đầu hàng Lưu Bị, vẫn cho giữ chức thái thú như cũ, lấy Lưu Hiền tùy quân. Dân chúng trong quận đều vui mừng.